# Livoniana
Livoniana multidentata
Genre
Espèce
Livoniana est un genre éteint de sarcoptérygiens tétrapodomorphes ayant vécu pendant entre le milieu et la fin du Dévonien. Une seule espèce est connue, Livoniana multidentata, décrit en 2000 à partir de deux fragments de mandibules fragmentés datant du Givétien, provenant de deux localités situé en Lettonie et en Estonie.

## Description
Livoniana est l'une des nombreuses formes de transition entre les poissons et les premiers tétrapodes, comme Tiktaalik, Ichthyostega et Acanthostega. Le mode de vie de Livoniana est similaire à celui de son proche parent plus connu Panderichthys, c'est-à-dire qu'il vivait dans des eaux très peu profondes, à proximité des forêts très luxuriantes, et particulièrement des marécages, où quatre membres deviennent très utiles pour éviter les prédateurs.

## Étymologie
Le nom du genre Livoniana fait à la fois référence à la Livonie, un territoire qui comprend les deux localités où ont été découverts les fossiles, et aux « Livonianans », le peuple balto-finnois qui habitait dans le bassin de la Gauja.
Le nom spécifique multidentata fait référence au nombre important de dents que l'animal possède et provient du latin multi « plusieurs » et dentata « dents ».

### Publication originale
- (en) P.E. Ahlberg, E. Luksevics et E. Mark-Kurik, « A near-tetrapod from the Baltic Middle Devonian », Palaeontology, vol. 43,‎ 29 juillet 1994, p. 533-548 (ISSN 0031-0239, OCLC 44674714, DOI 10.1111/j.0031-0239.2000.00138.x , S2CID 129654491, lire en ligne)